# Сафоновский сельский округ (Московская область)
Сафоновскийй сельский округ — упразднённая административно-территориальная единица, существовавшая на территории Раменского района Московской области в 1994—2006 годах.
Сафоновский сельсовет был образован в первые годы советской власти. По данным 1919 года он входил в состав Раменской волости Бронницкого уезда Московской губернии.
В 1926 году Сафоновский с/с включал деревню Сафоново, 2 хутора, совхоз, 2 железнодорожных будки и казарму.
В 1929 году Сафоновский с/с был отнесён к Раменскому району Московского округа Московской области.
20 июня 1936 года к Сафоновскому с/с был присоединён Старковский с/с (селение Старково).
10 апреля 1953 года из Клишевского с/с в Сафоновский была передана усадьба совхоза «Раменский».
14 июня 1954 года к Сафоновскому с/с был присоединён Дергаевский сельсовет.
26 декабря 1956 года из Сафоновского с/с в черту города Раменское было передано селение Танеевский.
3 июня 1959 года Раменский район был упразднён и Сафоновский с/с вошёл в Люберецкий район.
28 июля 1960 года Сафоновский с/с был передан в восстановленный Раменский район.
1 февраля 1963 года Раменский район был вновь упразднён и Сафоновский с/с вошёл в Люберецкий сельский район. 11 января 1965 года Сафоновский с/с был возвращён в восстановленный Раменский район.
30 декабря 1977 года из Сафоновского с/с в Заболотьевский был передан жилой посёлок совхоза «Раменское».
3 февраля 1994 года Сафоновский с/с был преобразован в Сафоновский сельский округ.
26 февраля 2002 года в Сафоновском с/о посёлок рыбхоза «Гжелка» был преобразован в посёлок Гжелка.
26 сентября 2002 года из Юровского с/о в Сафоновский были переданы деревня Литвиново и посёлок Дубовая Роща.
19 октября 2004 года из Юровского с/о в Сафоновский было передано село Загорново.
В ходе муниципальной реформы 2004—2005 годов Сафоновский сельский округ прекратил своё существование как муниципальная единица. При этом деревня Дергаево была передана в городское поселение Раменское, а все остальные населённые пункты — в сельское поселение Сафоновское.
29 ноября 2006 года Сафоновский сельский округ исключён из учётных данных административно-территориальных и территориальных единиц Московской области.